# Hicham Boudaoui
Hicham Boudaoui (Béchar, 23 de septiembre de 1999) es un futbolista argelino que juega en la demarcación de centrocampista para el O. G. C. Niza de la Ligue 1.

## Selección nacional
Tras jugar con la selección de fútbol sub-20 de Argelia y la sub-23, finalmente hizo su debut con la selección absoluta el 27 de diciembre de 2018 en un partido amistoso contra Catar que finalizó con un resultado de 0-1 a favor del combinado argelino tras el gol de Baghdad Bounedjah.

## Clubes
| Club          | País    | Año       | Partidos | Goles |
| ------------- | ------- | --------- | -------- | ----- |
| Paradou AC    | Argelia | 2018-2019 | 41       | 2     |
| O. G. C. Niza | Francia | 2019-     | 175      | 13    |

## Palmarés

### Títulos internacionales
| Título                    | Club (*)             | País   | Año  |
| ------------------------- | -------------------- | ------ | ---- |
| Copa Africana de Naciones | Selección de Argelia | Egipto | 2019 |

(*) Incluyendo la selección.